# Шабловский, Владимир Васильевич
Владимир Васильевич Шабловский (15 июля 1908, дер. Заполянье, Могилёвская губерния — 24 июня 1941) — советский офицер, один из руководителей обороны Брестской крепости в июне 1941 года, командир 2-го батальона 125-го стрелкового полка 6-й Орловской стрелковой дивизии, капитан. 
Посмертно награждён орденом Отечественной войны I степени.

## Биография
Родился в д. Заполянье Быховского уезда Могилёвской губернии. В детстве батрачил у помещика, пас скот. Работал в шахте на Донбассе. 
Окончил Объединённую Белорусскую военную школу им. ЦИК БССР (1932). Член ВКП(б) с 1932 года. С 1932 в Красной Армии, командир взвода, командир роты, районный военный комиссар в Белоруссии, с 1940 командир 2-го батальона 125-го стрелкового полка 6-й Орловской стрелковой дивизии, расквартированного в Брестской крепости.
22 июня 1941 капитан Владимир Шабловский возглавил оборону в районе Западного форта и домов командного состава на Кобринском укреплении. Около 3-х суток немцы вели осаду жилых зданий. Участие в их обороне принимали женщины и дети. 24 июня ценой больших потерь врагу удалось захватить в плен последних защитников этого участка обороны. Среди них оказался и раненный Владимир Шабловский вместе с женой Галиной Корнеевной и детьми. Выбрав момент, он крикнул: «Кто не хочет оставаться в плену, за мной!» — и бросился с моста в обводной канал, за ним многие бойцы, где и был застрелен.
Зимой 1943 — 1944 года гитлеровцы, после долгих пыток, повесили его вдову, Галину Корнеевну Шабловскую, связную партизанского отряда (посмертно награждена медалью «Партизану Отечественной войны».

## Память
Именем Владимира Шабловского названы улицы в городах Брест, Минск, Славгород.
Имя увековечено в мемориальном комплексе «Брестская крепость-герой»: возле моста через обводной канал у Северо-Западных ворот крепости, где он погиб, установлен памятник; на аллее «Их именами названы улицы Бреста» — барельефный портрет героя.